# Форум словенских култура
Форум словенских култура (ФСК) је међународна непрофитна и невладина институција коју је основала Влада Републике Словеније. Форум словенских култура је основан у складу са Законом о институцијама и чланом 16. Закона о оснивању Форума словенских култура  . Министарство културе Републике Словеније је 30. септембра 2004. године издало сагласност на Закон о оснивању Међународног фондационог форума словенских култура.
Прве идеје (инциативу) за оснивање Форума словенских култура датирају од самита Буш-Путин у Брду код Крања (јун 2001)  и у 2004. години након приступања неких словенских земаља Европској унији (Чешка, Пољска, Словачка и Словенија). У децембру исте године, на иницијативу тадашњег словеначког министра културе, министри културе словенских земаља су се неформално састали на Брду при Крању у Словенији и закључили заједничку изјаву о међусобној сарадњи са међународним културним институцијама у најширем смислу.
Од 2004. године у оквиру ФСК учествује и делује тринаест словенских земаља: Белорусија, Бугарска, Босна и Херцеговина, Чешка, Црна Гора, Хрватска, Северна Македонија, Пољска, Русија, Словачка, Србија и Украјина. Кроз које установа обнавља, проширује и јача културне везе између словенских народа у области уметности и културе, образовања и науке и културног туризма  . Са циљем и циљем обједињавања, промоције словенског наслеђа и изградње интеркултуралног дијалога у глобалном културном простору, ФСК успоставља везе са више од 565 институција културе, 25 министарстава културе, спољних послова, привреде и туризма, 250 музеја и пројектом 100 словенских романa од 216 аутора, преводилаца и писаца  . Сарађујући са њима, форум кроз различите пројекте и партнерства остварује и успоставља сопствену иницијативу, поштовање различитости, равноправности и међународну културну и уметничку видљивост.

## Пројекат 100 словенских романа
Један од првих и најзначајнијих пројеката је издавачки, међународни књижевни и културни пројекат савремене словенске књижевности „Сто словенских романа“, настао 2006. године. Пројекат има за циљ међусобно упознавање књижевности и културе словенског света и промовисати међусобно превођење романа. Својим радом ради блиске везе између словенских писаца, преводилаца и читалаца.
У пројекту учествује 108 писаца, 53 преводиоца и 7 словенских издавача : Архипелаг (Србија), Друштво књижевника Словеније, Литцентрум (Словачка), Отворени културни форум (Црна Гора), Рудомино – Сверуска државна библиотека за инострану књижевност (Руска Федерација) , Сандорф (Хрватска), Слово и Македонска реч (Македонија). У оквиру књижевног програма до сада су објављене 83 књиге из 9 партнерских земаља : Белорусије, Бугарске, Црне Горе, Хрватске, Северне Македоније, Русије, Словачке, Словеније и Србије.
Пројекат Сто словенских романа отишао је корак даље са европским преводилачким пројектом књиге Слава у сарадњи са програмом ЕУ Креативна Европа, упознавајући словенску књижевност са несловенским светом уз енглески и португалски превод словенских одабраних романа.

## Званична страна
- https://www.fsk.si/